# Nati il 29 febbraio
| Questa pagina contiene informazioni ricavate automaticamente dalle voci biografiche con l'ausilio del template Bio e di un bot. L'aggiornamento è periodico e automatico e ricostruisce completamente la pagina. Se manca una persona in questa lista, sei pregato di non aggiungerla, ma accertati piuttosto che la sua voce biografica contenga il template Bio e che i dati anagrafici siano correttamente compilati. Se il template Bio manca, inseriscilo tu stesso o, in alternativa, metti l'avviso {{tmp\|Bio}} che ne segnala la mancanza. Se i dati riportati sono sbagliati, correggi direttamente la voce biografica; le modifiche saranno visibili in questa lista entro pochi giorni. Per chiarimenti vedi il progetto biografie. La lista contiene solo le 332 persone che sono citate nell'enciclopedia e per le quali è stato implementato correttamente il template Bio. Pagina aggiornata al 25 giu 2025. |

## XV secolo(1)
- 1468 - Papa Paolo III, papa, vescovo cattolico e cardinale italiano († 1549)

## XVI secolo(4)
- 1528 - Alberto V di Baviera, nobile tedesco († 1579)
- 1528 - Domingo Báñez, religioso e teologo spagnolo († 1604)
- 1556 - Aurelio Lomi, pittore italiano († 1624)
- 1576 - Antonio Neri, artigiano italiano († 1614)

## XVII secolo(3)
- 1632 - Juriaen van Streeck, pittore olandese († 1687)
- 1692 - John Byrom, poeta e inventore inglese († 1763)
- 1696 - Esprit Antoine Blanchard, musicista e compositore francese († 1770)

## XVIII secolo(11)
- 1712 - Atike Sultan, principessa ottomana († 1737)
- 1724 - Eva Marie Veigel, ballerina austriaca († 1822)
- 1736 - Ann Lee, mistica britannica († 1784)
- 1758 - Domenico Bruni, cantante lirico italiano († 1821)
- 1784 - Leo von Klenze, architetto, pittore e scrittore tedesco († 1864)
- 1784 - John E. Wool, generale statunitense († 1869)
- 1788 - Louis-François-Auguste de Rohan-Chabot, cardinale e arcivescovo cattolico francese († 1833)
- 1792 - Károly Andrássy, politico ungherese († 1845)
- 1792 - Gioachino Rossini, compositore italiano († 1868)
- 1796 - Niccolò Cerbara, medaglista e incisore italiano († 1869)
- 1796 - Giovanni Moriggia, nobile e pittore italiano († 1878)

## XIX secolo(49)
- 1804 - Hércules Florence, inventore e pittore francese († 1879)
- 1808 - Hugh Falconer, geologo, botanico e paleontologo scozzese († 1865)
- 1812 - Reinier Craeyvanger, pittore e musicista olandese († 1880)
- 1812 - Robert Walter Stewart, pastore protestante scozzese († 1887)
- 1820 - Lewis Sayre, chirurgo statunitense († 1900)
- 1820 - Lewis Swift, astronomo statunitense († 1913)
- 1824 - Onofrio Abbate, medico, naturalista e scrittore italiano († 1915)
- 1824 - Washington Bartlett, politico statunitense († 1887)
- 1824 - Stjepan Mitrov Ljubiša, scrittore serbo († 1878)
- 1832 - Augusto Baccelli, politico italiano († 1906)
- 1836 - Guillermo Morphy, educatore, critico musicale e musicologo spagnolo († 1899)
- 1840 - Giulio Adamoli, ingegnere, patriota e politico italiano († 1926)
- 1840 - John Philip Holland, ingegnere irlandese († 1914)
- 1840 - Theodor Leber, oculista tedesco († 1917)
- 1848 - Arthur Giry, diplomatista, paleografo e storico francese († 1899)
- 1852 - Jules Alexandre Daveau, botanico francese († 1929)
- 1852 - Georgij Maksimilianovič di Leuchtenberg, principe russo († 1912)
- 1856 - Arturo Garzes, attore e drammaturgo italiano († 1915)
- 1860 - Herman Hollerith, ingegnere statunitense († 1929)
- 1860 - Ferdinando Resta Pallavicino, imprenditore e politico italiano († 1933)
- 1864 - Eduardo Giacomo Boner, poeta, scrittore e giornalista italiano († 1908)
- 1864 - Josef Svatopluk Machar, poeta e saggista ceco († 1942)
- 1864 - Victor Naessens, generale belga († 1954)
- 1864 - Adolf Wölfli, pittore svizzero († 1930)
- 1868 - Ugo Brizi, botanico e micologo italiano († 1949)
- 1868 - Romualdo Giani, filosofo italiano († 1931)
- 1868 - Ludvig Müller, attore teatrale e regista teatrale norvegese († 1922)
- 1868 - Augusto Serena, letterato italiano († 1946)
- 1872 - Nicolai Rygg, economista norvegese († 1957)
- 1876 - Enrico Bayon, medico e entomologo italiano († 1952)
- 1880 - Filadelfo Insolera, matematico e statistico italiano († 1955)
- 1884 - Chester Barnett, attore statunitense († 1947)
- 1884 - Fred Grace, pugile britannico († 1964)
- 1884 - Marcel Granet, sociologo, storico delle religioni e sinologo francese († 1940)
- 1884 - Riccardo Pentimalli, generale italiano († 1953)
- 1884 - Albino Ottavio Stella, politico italiano († 1960)
- 1888 - Annibale Ajmone Marsan, imprenditore, dirigente sportivo e calciatore italiano († 1956)
- 1888 - Gyula Kertész, calciatore e allenatore di calcio ungherese († 1982)
- 1888 - Virgilio Milani, scultore italiano († 1977)
- 1888 - Domenico Tardini, cardinale e arcivescovo cattolico italiano († 1961)
- 1892 - Arsène Alancourt, ciclista su strada francese († 1965)
- 1892 - Vilmos Apor, vescovo cattolico ungherese († 1945)
- 1892 - Leandro Arpinati, politico italiano († 1945)
- 1892 - Gaetano Castelfranchi, ingegnere e fisico italiano († 1965)
- 1892 - Augusta Savage, scultrice statunitense († 1962)
- 1892 - Alberto Verdinois, militare italiano († 1915)
- 1896 - Morarji Desai, politico indiano († 1995)
- 1896 - Vladimir Rudol'fovič Fogel', compositore russo († 1984)
- 1896 - William A. Wellman, regista statunitense († 1975)

## XX secolo(257)
- 1904 - Rukmini Devi, danzatrice e politica indiana († 1986)
- 1904 - Jimmy Dorsey, clarinettista e sassofonista statunitense († 1957)
- 1904 - Ino Savini, direttore d'orchestra, compositore e musicologo italiano († 1995)
- 1908 - Balthus, pittore francese († 2001)
- 1908 - Masahiro Makino, regista, sceneggiatore e attore giapponese († 1993)
- 1908 - Mario Malatesta, calciatore e allenatore di calcio italiano († 1970)
- 1908 - Robert Pearce, lottatore statunitense († 1996)
- 1908 - Antonio Raquiza, politico filippino († 1999)
- 1908 - Manuel Rosas, calciatore messicano († 1989)
- 1908 - Angelo Scala, partigiano italiano († 1974)
- 1908 - Victor Wolfgang von Hagen, esploratore, storico e archeologo statunitense († 1985)
- 1912 - Ferruccio Ghidini, calciatore e allenatore di calcio italiano († 1994)
- 1912 - Said Hajji, giornalista e attivista marocchino († 1942)
- 1912 - Alberto Liri, militare italiano († 1936)
- 1912 - Kamil Tolon, imprenditore turco († 1978)
- 1912 - Remo Wolf, incisore italiano († 2009)
- 1912 - Taiichi Ōno, ingegnere giapponese († 1990)
- 1916 - James B. Donovan, avvocato e politico statunitense († 1970)
- 1916 - Dinah Shore, cantante, attrice e personaggio televisivo statunitense († 1994)
- 1920 - Fëdor Aleksandrovič Abramov, scrittore russo († 1983)
- 1920 - Karin Aurivillius, chimica e cristallografa svedese († 1982)
- 1920 - Valerio Rolando Boesso, editore, imprenditore e politico italiano († 2008)
- 1920 - John Chaney, cestista e allenatore di pallacanestro statunitense († 2004)
- 1920 - Marisa Fiordaliso, cantante italiana († 1983)
- 1920 - Arthur Franz, attore statunitense († 2006)
- 1920 - Lorenzo Lodi, militare e insegnante italiano († 2008)
- 1920 - James Mitchell, attore e danzatore statunitense († 2010)
- 1920 - Michèle Morgan, attrice francese († 2016)
- 1920 - Howard Nemerov, poeta statunitense († 1991)
- 1920 - Janko Premrl, partigiano sloveno († 1943)
- 1920 - Johann Waldbach, militare e poliziotto tedesco orientale († 1953)
- 1924 - David Beattie, giudice e politico neozelandese († 2001)
- 1924 - Andrzej Maria Deskur, cardinale e arcivescovo cattolico polacco († 2011)
- 1924 - Gunnar Johansson, calciatore svedese († 2003)
- 1924 - Vladimir Aleksandrovič Krjučkov, politico e poliziotto sovietico († 2007)
- 1924 - Carlos Humberto Romero, generale e politico salvadoregno († 2017)
- 1924 - Pierre Sinibaldi, allenatore di calcio e calciatore francese († 2011)
- 1928 - Joss Ackland, attore britannico († 2023)
- 1928 - Gustau Biosca, allenatore di calcio e calciatore spagnolo († 2014)
- 1928 - Ivan Bogdan, lottatore sovietico († 2020)
- 1928 - Michele Campione, giornalista, scrittore e critico d'arte italiano († 2003)
- 1928 - Giuseppe Josca, scrittore e giornalista italiano († 2014)
- 1928 - Seymour Papert, matematico, informatico e pedagogista sudafricano († 2016)
- 1928 - Roberto Rosone, banchiere italiano († 2010)
- 1928 - Tempest Storm, ballerina e attrice statunitense († 2021)
- 1932 - Andrea Bassi, allenatore di calcio italiano († 1995)
- 1932 - Giuliana Boldrini, scrittrice, sceneggiatrice e traduttrice italiana
- 1932 - Edward Faulkner, attore statunitense
- 1932 - Antonius Geurts, canoista olandese († 2017)
- 1932 - Gene H. Golub, matematico e informatico statunitense († 2007)
- 1932 - Masten Gregory, pilota automobilistico statunitense († 1985)
- 1932 - Reri Grist, soprano statunitense
- 1932 - Nane Zavagno, artista italiano († 2025)
- 1936 - Aldo Berti, attore italiano († 2010)
- 1936 - Jack Lousma, astronauta statunitense
- 1936 - Aleksej Mamykin, allenatore di calcio e calciatore sovietico († 2011)
- 1936 - Nh. Dini, scrittrice e attivista indonesiana († 2018)
- 1936 - Willy Reitgassl, calciatore tedesco († 1988)
- 1936 - Henri Richard, hockeista su ghiaccio canadese († 2020)
- 1936 - Alex Rocco, attore statunitense († 2015)
- 1936 - Kyösti Rousti, cestista finlandese († 2021)
- 1936 - Marin Sorescu, poeta, drammaturgo e romanziere romeno († 1996)
- 1940 - Bartolomeo di Costantinopoli, arcivescovo ortodosso greco
- 1940 - Antonio Enrico Canepa, politico italiano († 1983)
- 1940 - Margit Carstensen, attrice tedesca († 2023)
- 1940 - Francesco Da Col, bobbista italiano
- 1940 - Sergio Furlan, ex velista italiano
- 1940 - Yoshio Harada, attore giapponese († 2011)
- 1940 - Harvey Jason, attore britannico
- 1940 - Hideo Ochi, karateka e maestro di karate giapponese
- 1940 - John Huston Ricard, vescovo cattolico statunitense
- 1940 - Paul Rutherford, musicista e trombonista inglese († 2007)
- 1940 - József Szabó, ex calciatore e allenatore di calcio sovietico
- 1944 - Salvatore Aquino, mafioso italiano († 2025)
- 1944 - Gilles Bensimon, fotografo francese
- 1944 - Paolo Eleuteri Serpieri, fumettista italiano
- 1944 - Ene Ergma, astrofisica e politica estone
- 1944 - Dennis Farina, attore statunitense († 2013)
- 1944 - Phyllis Frelich, attrice statunitense († 2014)
- 1944 - Vincenzo Garraffa, politico e dirigente sportivo italiano
- 1944 - Oleksandr Moroz, politico ucraino
- 1944 - Luciano Rigato, ex calciatore italiano
- 1944 - Ettore Sansavini, imprenditore italiano
- 1948 - Jirō Akagawa, romanziere giapponese
- 1948 - Chung Un-chan, politico sudcoreano
- 1948 - Gérard Darmon, attore e cantante francese
- 1948 - Gino Ferretti, ingegnere italiano
- 1948 - Ken Foree, attore statunitense
- 1948 - Davie Johnston, ex calciatore scozzese
- 1948 - Hermione Lee, biografa e critica letteraria britannica
- 1948 - Manoel Maria, ex calciatore brasiliano
- 1948 - Patricia A. McKillip, scrittrice statunitense († 2022)
- 1948 - Geoff Nicholls, tastierista e chitarrista britannico († 2017)
- 1948 - Yanti Somer, attrice e ex modella finlandese
- 1948 - Martin Suter, scrittore svizzero
- 1948 - Kerry Walker, attrice australiana
- 1952 - Fiorenzo Barindelli, imprenditore e collezionista d'arte italiano († 2013)
- 1952 - Pierre Blaise, attore francese († 1975)
- 1952 - Raúl González Rodríguez, ex marciatore messicano
- 1952 - Mohamed Khedis, calciatore algerino († 2008)
- 1952 - Igor' Nikitin, ex sollevatore sovietico
- 1952 - Kazuo Oga, disegnatore, scenografo e regista giapponese
- 1952 - Oswaldo Payá, attivista e politico cubano († 2012)
- 1952 - Tim Powers, scrittore statunitense
- 1952 - Rayno Seegers, ex tennista sudafricano
- 1952 - Raisa Smetanina, ex fondista sovietica
- 1952 - Bart Stupak, politico statunitense
- 1956 - Mimí Ardú, attrice argentina
- 1956 - Kari Eloranta, ex hockeista su ghiaccio finlandese
- 1956 - Umberto Fusco, politico italiano
- 1956 - Tamaz Kostava, ex calciatore sovietico
- 1956 - Mauro Matteucci, fantino italiano
- 1956 - Pål Schiefloe, ex calciatore norvegese
- 1956 - John Randy Taraborrelli, giornalista e biografo statunitense
- 1956 - Aileen Wuornos, serial killer statunitense († 2002)
- 1960 - Carsten Bunk, ex canottiere tedesco
- 1960 - Giuseppe Favale, vescovo cattolico italiano
- 1960 - Khaled, cantante algerino
- 1960 - Roberto Nanni, regista italiano
- 1960 - Piero Pellizzari, ammiraglio italiano
- 1960 - Tuula Pihlajamäki, ex cestista finlandese
- 1960 - Richard Ramirez, serial killer statunitense († 2013)
- 1960 - Anthony Robbins, saggista statunitense
- 1960 - Ciro Sbailò, costituzionalista e filosofo italiano
- 1964 - Alberto Barsotti, ex mezzofondista italiano
- 1964 - Caroline Beer, ex sciatrice alpina austriaca
- 1964 - Dave Brailsford, dirigente sportivo britannico
- 1964 - Carmel Busuttil, allenatore di calcio e ex calciatore maltese
- 1964 - Elisabetta Caporale, giornalista italiana
- 1964 - Alfredo Costantino, allenatore di calcio e ex calciatore italiano
- 1964 - Jared Gomes, cantante e rapper statunitense
- 1964 - Amirouche Lalili, ex calciatore e ex giocatore di calcio a 5 algerino
- 1964 - Marek Leśniak, allenatore di calcio e ex calciatore polacco
- 1964 - Ola Lindgren, allenatore di pallamano e ex pallamanista svedese
- 1964 - Giorgio Mancini, danzatore e coreografo italiano
- 1964 - Larisa Pelešenko, ex pesista russa
- 1964 - Antonella Ponziani, attrice e regista italiana
- 1964 - Svilen Rusinov, ex pugile bulgaro
- 1964 - Henrik Sundström, ex tennista svedese
- 1964 - Davide Zoggia, politico italiano
- 1968 - Chucky Brown, allenatore di pallacanestro e ex cestista statunitense
- 1968 - Chen Zihe, ex tennistavolista cinese
- 1968 - Pete Fenson, ex giocatore di curling statunitense
- 1968 - Carlo Genta, giornalista, conduttore televisivo e conduttore radiofonico italiano
- 1968 - Adrian Matei, allenatore di calcio e ex calciatore romeno
- 1968 - Sadik Mujkič, ex canottiere sloveno
- 1968 - John Patrick, allenatore di pallacanestro e ex cestista statunitense
- 1968 - Bryce Paup, ex giocatore di football americano statunitense
- 1968 - Monica Placchi, ex calciatrice italiana
- 1968 - Marco Sinigaglia, ex calciatore italiano
- 1968 - Frank Woodley, cabarettista, conduttore televisivo e attore teatrale australiano
- 1972 - Erica Carrara, ex biatleta italiana
- 1972 - Ben Cline, politico statunitense
- 1972 - Niklas Gudmundsson, ex calciatore svedese
- 1972 - Magnus Kihlstedt, ex calciatore svedese
- 1972 - Ola Kimrin, ex giocatore di football americano svedese
- 1972 - Leonardo Lopasso, ex pallamanista e allenatore di pallamano italiano
- 1972 - Sylvie Lubamba, showgirl, attrice e ex modella italiana
- 1972 - Fabien Mercadal, allenatore di calcio e ex calciatore francese
- 1972 - Oleksandr Paljanycja, ex calciatore ucraino
- 1972 - Mike Pollitt, ex calciatore britannico
- 1972 - Antonio Sabato Jr., attore e supermodello italiano
- 1972 - Pedro Sánchez, politico e economista spagnolo
- 1972 - Dave Williams, cantante statunitense († 2002)
- 1972 - Saul Williams, rapper, poeta e attore statunitense
- 1972 - Nejat İşler, attore turco
- 1976 - Ja Rule, rapper e attore statunitense
- 1976 - Tinoi Christie, ex calciatore neozelandese
- 1976 - Vonteego Cummings, ex cestista statunitense
- 1976 - Gehad Grisha, arbitro di calcio egiziano
- 1976 - Shane Johnson, attore statunitense
- 1976 - Katalin Kovács, canoista ungherese
- 1976 - Rosalia Messina, ex cestista italiana
- 1976 - Tausha Mills, ex cestista statunitense
- 1976 - Malik Moore, ex cestista statunitense
- 1976 - Milaim Rama, ex calciatore svizzero
- 1980 - Çağdaş Atan, allenatore di calcio e ex calciatore turco
- 1980 - Gianluca Aureliano, arbitro di calcio italiano
- 1980 - Steven Cree, attore scozzese
- 1980 - Patrick Côté, ex artista marziale misto canadese
- 1980 - Simon Gagné, ex hockeista su ghiaccio canadese
- 1980 - Ivan Goi, pilota motociclistico italiano
- 1980 - Iain Hornal, cantautore e polistrumentista britannico
- 1980 - Vanessa Jung, attrice tedesca
- 1980 - Michail Mouroutsos, taekwondoka greco
- 1980 - Rubén Plaza, ex ciclista su strada spagnolo
- 1980 - Peter Scanavino, attore statunitense
- 1980 - Andrea Stoppini, ex tennista italiano
- 1980 - Mizuki Tsujimura, scrittrice giapponese
- 1980 - Taylor Twellman, ex calciatore statunitense
- 1980 - George Young, attore, scrittore e conduttore televisivo inglese
- 1984 - Darren Ambrose, ex calciatore inglese
- 1984 - Laura Asadauskaitė, pentatleta lituana
- 1984 - Ernest Bong, calciatore vanuatuano
- 1984 - Ádám Decker, pallanuotista ungherese
- 1984 - Mark Foster, cantautore e musicista statunitense
- 1984 - Ionuţ Gheorghe, pugile rumeno
- 1984 - Cullen Jones, ex nuotatore statunitense
- 1984 - César Leuenberger, ex cestista argentino
- 1984 - Núria Martínez, cestista spagnola
- 1984 - Stefano Pesoli, calciatore italiano
- 1984 - Hélio Pinto, ex calciatore portoghese
- 1984 - Pierre Pourtalet, pallavolista francese
- 1984 - Karen Thatcher, ex hockeista su ghiaccio statunitense
- 1984 - Giedrius Tomkevičius, ex calciatore lituano
- 1984 - Arnaud Valois, attore francese
- 1984 - Anna Vanhatalo, hockeista su ghiaccio finlandese
- 1984 - Roger Vidosa, ex sciatore alpino andorrano
- 1984 - Cam Ward, hockeista su ghiaccio canadese
- 1984 - Benedict Wells, scrittore tedesco
- 1988 - Mikel Balenziaga, ex calciatore spagnolo
- 1988 - Fabiano Ribeiro de Freitas, calciatore brasiliano
- 1988 - Lena Gercke, modella e conduttrice televisiva tedesca
- 1988 - Scott Golbourne, ex calciatore inglese
- 1988 - Benedikt Höwedes, ex calciatore tedesco
- 1988 - Joel Kim Booster, attore, comico e sceneggiatore statunitense
- 1988 - Pauline Kwalea, velocista salomonese
- 1988 - Taylor Lilley, ex cestista statunitense
- 1988 - Hannah Mills, velista britannica
- 1988 - Viktor Prodell, ex calciatore svedese
- 1988 - Stefania Tarenzi, calciatrice italiana
- 1992 - Jasem Al-Hail, calciatore qatariota
- 1992 - Capital T, rapper kosovaro
- 1992 - Jevhen Banada, calciatore ucraino
- 1992 - Dennis Clifford, cestista statunitense
- 1992 - Jawad El Yamiq, calciatore marocchino
- 1992 - Guadalupe González, modella paraguaiana
- 1992 - Guido Herrera, calciatore argentino
- 1992 - Eric Kendricks, giocatore di football americano statunitense
- 1992 - Perry Kitchen, ex calciatore statunitense
- 1992 - Jessica Long, nuotatrice statunitense
- 1992 - Michael Mealor, attore e modello statunitense
- 1992 - Aleksandrina Najdenova, ex tennista bulgara
- 1992 - Payam Sadeghian, ex calciatore iraniano
- 1992 - Antonio Santurro, calciatore italiano
- 1992 - Saphir Taïder, calciatore francese
- 1992 - Jessie T. Usher, attore statunitense
- 1996 - Yihunilign Adane, maratoneta e mezzofondista etiope
- 1996 - Jony, cantante azero
- 1996 - Norberto Briasco, calciatore argentino
- 1996 - Rajindra Campbell, pesista giamaicano
- 1996 - Idan Golan, calciatore israeliano
- 1996 - Ofelia Malinov, pallavolista italiana
- 1996 - Viktor Petryk, lottatore ucraino
- 1996 - Reece Prescod, velocista britannico
- 1996 - Matteo Spanu, mezzofondista italiano
- 1996 - Sōya Takahashi, calciatore giapponese
- 2000 - Matías Alfonso, calciatore paraguaiano
- 2000 - Filippo Grondona, conduttore radiofonico e conduttore televisivo italiano
- 2000 - Tyrese Haliburton, cestista statunitense
- 2000 - Cornelius Kemboi, mezzofondista keniano
- 2000 - Jesper Lindstrøm, calciatore danese
- 2000 - Francisco Mwepu, calciatore zambiano
- 2000 - DeAndre Pinckney, cestista statunitense
- 2000 - Jordan Rezabala, calciatore ecuadoriano
- 2000 - Ferrán Torres, calciatore spagnolo
- 2000 - Hugo Vetlesen, calciatore norvegese

## XXI secolo(7)
- 2004 - Lydia Jacoby, nuotatrice statunitense
- 2004 - Abdukodir Khusanov, calciatore uzbeko
- 2004 - Naomi Layzell, calciatrice inglese
- 2004 - Erick Nunes, calciatore brasiliano
- 2004 - Jacob Parrish, giocatore di football americano statunitense
- 2008 - Jorthy Mokio, calciatore belga
- 2008 - Lou Thuillier, nuotatrice artistica francese